# Cabanot del Parracó
El Cabanot del Parracó era una cabana del terme municipal de Conca de Dalt, dins de l'antic terme d'Hortoneda de la Conca, pertanyent a l'antic poble de Senyús.
Estava situada a la dreta de la llau dels Carants, a migdia del Roc dels Seguers, a l'extrem occidental de lo Parracó.